# Collegio di Perth and Kinross-shire
Perth and Kinross-shire è un collegio elettorale scozzese della Camera dei comuni del Parlamento del Regno Unito. Elegge un membro del Parlamento con il sistema first-past-the-post, ossia maggioritario a turno unico; il rappresentante del collegio, dal 2024, è il nazionalista scozzese Pete Wishart.

## Estensione
Il collegio comprende i seguenti ward di Perth e Kinross:
- Almond and Earn, Kinross-shire, Strathearn, Strathallan, Strathtay dal collegio di Ochil and South Perthshire
- Carse of Gowrie, Perth City Centre, Perth City North, Perth City South e Strathmore dal collegio di Perth and North Perthshire.

## Membri del parlamento
| Elezione | Elezione | Deputato     | Partito |
| -------- | -------- | ------------ | ------- |
|          | 2024     | Pete Wishart | SNP     |

## Risultati elettorali

### Elezioni negli anni 2020
| Partito                    | Partito                                | Candidato                  | Risultati 4 luglio 2024 | Risultati 4 luglio 2024 |
| Partito                    | Partito                                | Candidato                  | Voti                    | %                       |
| -------------------------- | -------------------------------------- | -------------------------- | ----------------------- | ----------------------- |
|                            | SNP                                    | Pete Wishart               | 18 928                  | 37,80                   |
|                            | Conservatore                           | Luke Graham                | 14 801                  | 29,56                   |
|                            | Laburista                              | Graham Cox                 | 9 018                   | 18,01                   |
|                            | Lib Dem                                | Amanda Clark               | 3 681                   | 7,35                    |
|                            | Reform UK                              | Helen McDade               | 2 970                   | 5,93                    |
|                            | Indipendente                           | Sally Hughes               | 679                     | 1,36                    |
|                            |                                        |                            |                         |                         |
| Iscritti                   | Iscritti                               | Iscritti                   | 77 261                  | 100,00                  |
| ↳ Votanti (% su iscritti)  | ↳ Votanti (% su iscritti)              | ↳ Votanti (% su iscritti)  | 50 077                  | 64,82                   |
| ↳ Astenuti (% su iscritti) | ↳ Astenuti (% su iscritti)             | ↳ Astenuti (% su iscritti) | 27 184                  | 35,18                   |
|                            |                                        |                            |                         |                         |
|                            | Esito: collegio a SNP (nuovo collegio) |                            |                         |                         |